# Carl Valentine
Carl Howard Valentine (ur. 4 lipca 1958 w Manchesterze) – kanadyjski piłkarz pochodzenia angielskiego występujący na pozycji napastnika.

## Kariera klubowa
Valentine zawodową karierę rozpoczynał w 1976 roku w klubie Oldham Athletic. Spędził tam trzy sezony, w ciągu których rozegrał 61 spotkań i zdobył 7 bramek w barwach Oldham. W 1979 roku przeniósł się do kanadyjskiego Vancouver Whitecaps z North American Soccer League (NASL). Grał tam do 1984 roku. W tym czasie występował także w futsalowej sekcji Whitecaps.
W 1984 roku Valentine powrócił do Anglii, gdzie został graczem zespołu West Bromwich Albion z First Division. W trakcie sezonu 1985/1986 odszedł do amerykańskiego Cleveland Force (rozgrywki MISL). W 1988 roku wywalczył z nim wicemistrzostwo MISL. W 1988 roku zakończył również grę dla Force. Od 1987 roku Valentine grał w piłkarskim zespole Vancouver 86ers. Jego reprezentował barwy reprezentował do końca kariery, czyli do 1999 roku. W międzyczasie występował w futsalowych ekipach Baltimore Blast, Kansas City Comets oraz Tacoma Stars.

## Kariera reprezentacyjna
W reprezentacji Kanady Valentine zadebiutował 14 września 1985 roku w wygranym 2:1 meczu eliminacji Mistrzostw Świata 1986 z Hondurasem. W 1986 roku został powołany do kadry na Mistrzostwa Świata. Zagrał na nich w meczach z Francją (0:1), Węgrami (0:2) oraz Związkiem Radzieckim (0:2). Z tamtego turnieju Kanada odpadła po fazie grupowej. W 1991 roku wziął udział w Złotym Pucharze CONCACAF, z którego Kanada odpadła po fazie grupowej. W latach 1985–1993 w drużynie narodowej Valentine rozegrał w sumie 31 spotkań i zdobył 1 bramkę.